# Samtidsmuseet for nordlige folk
Samtidsmuseet for nordlige folk/Davvi álbmogiid dálážiid musea är ett museum i Manndalen i Kåfjords kommun i Troms fylke i Norge.
Samtidsmuseet for nordlige folk öppnade i mars 2011 och är lokaliserat till Senter för nordlige folk i Manndalen. Museet är avsett att dokumentera nordliga folks kultur och regional samisk kultur och historia. Det är en underavdelning till Senter for nordlige folk, vilket finansieras av bland annat Sametinget i Norge och Troms fylkeskommun.
Senter for nordlige folk inhyser också Riddu Riđđu-festivalen, Samisk språksenter, Samisk bibliotekstjeneste for Troms, lokalkontor för NRK Sameradio och del av Nord-Troms Museum.